# Linn Grove (Iowa)
Linn Grove est une ville du comté de Buena Vista, en Iowa, aux États-Unis. Elle est incorporée le 4 mars 1912.

## Source de la traduction
- (en) Cet article est partiellement ou en totalité issu de l’article de Wikipédia en anglais intitulé « Linn Grove, Iowa » (voir la liste des auteurs).